# Grozzana
Grozzana (Gročana in sloveno) è una frazione del comune di San Dorligo della Valle (TS), nei pressi del confine con la Slovenia, posta in una conca riparata dalla bora tra il versante orientale del Monte Cocusso (Kokoš in sloveno) e quello occidentale del Monte Goli. È l'abitato più elevato della provincia di Trieste, con la casa più a monte sita a 510 m s.l.m. (45°38′09″N 13°54′38.95″E).
Ogni anno si svolge la tradizionale Septembrski vaški praznik (Festa di settembre), promossa dal circolo culturale sloveno Krasno polje, in cui vengono offerte degustazioni di formaggi, miele e altri prodotti tipici.
Nei secoli scorsi l'attività principale era l'agricoltura e l'allevamento del bestiame. Oggigiorno, sebbene in misura ridotta rispetto al passato, vengono ancora prodotti alcuni alimenti zootecnici, miele, ortaggi e erbe aromatiche.
Per effetto del Trattato di Pace di Parigi del 1947, parte della frazione di Grozzana fu ceduta alla Jugoslavia e aggregata al comune di Hrpelje-Kozina (oggi in Slovenia).
La maggior parte degli abitanti appartiene all'etnia slovena.